# Aiguille de Rochefort
La Aiguille de Rochefort (4.001 m) es una montaña en los Alpes, en el macizo del Mont Blanc, en la frontera entre Francia e Italia. Forma parte del grupo de Rochefort. La montaña se encuentra en la arista Rochefort, entre el Dente del Gigante y las Grandes Jorasses y normalmente se asciende durante una travesía de la cresta.
El primer ascenso del pico fue realizado por James Eccles con los guías Alphonse y Michel Payot el 14 de agosto de 1873.
Según la clasificación SOIUSA, la Aiguille de Rochefort pertenece:
- Gran parte: Alpes occidentales
- Gran sector: Alpes del noroeste
- Sección: Alpes Grayos
- Subsección: Alpes del Mont Blanc
- Supergrupo: Macizo del Mont Blanc
- Grupo: Cadena Rochefort-Grandes Jorasses-Leschaux
- Subgrupo: Grupo de Rochefort
- Código: I/B-7.V-B.4.a/b